# Beerze
La Beerze est une rivière néerlandaise qui coule dans la province du Brabant-Septentrional et qui a une longueur d'environ 45 kilomètres, sous-affluent de la Meuse (fleuve), par le Dommel et la Dieze.

## Cours
La Beerze naît au confluent de l'Aa of Goorloop, qui prend sa source au sud-ouest de Luyksgestel près de la frontière belge, et du Dalems Stroompje qui naît près de Dalem. De ce confluent jusqu'au confluent avec la Kleine Beerze, la Beerze s'appelle Groote Beerze.
Elle coule vers le nord, à l'ouest de Casteren et entre Westelbeers et Middelbeers qui tirent leur nom de leur situation par rapport aux deux Beerzes. Sur le domaine du Baest, la Groote Beerze et la Kleine Beerze se rejoignent ; à partir d'ici, la rivière s'appelle Beerze tout court. Elle passe à Spoordonk, traverse les landes de la Kampina vers Lennisheuvel, où on l'appelle Smalwater. Juste avant Boxtel, un bras de la rivière, la Kleine Aa, se détache vers le nord pour rejoindre l'Esschestroom. Le bras principal se jette dans le Dommel près de Boxtel.
Étant donné qu'elle traverse plusieurs zones naturelles, la Beerze a conservé beaucoup de ses méandres. Elle a tout de même été déviée à plusieurs endroits. Dans les années 1990, une zone de débordement de quelque 50 hectares a été créée au lieu-dit de Viermannekesbrug (voir photo). Cette zone est inondée trois mois par an.
La Beerze connaît un seul moulin à eau, à Spoordonk.

## Source
- (nl) Cet article est partiellement ou en totalité issu de l’article de Wikipédia en néerlandais intitulé « Beerze » (voir la liste des auteurs).